# Lijst van schilderijen, beelden en monumenten in de Onze-Lieve-Vrouwebasiliek
Deze lijst van schilderijen, beelden en monumenten in de Onze-Lieve-Vrouwebasiliek geeft een (onvolledig) overzicht van de belangrijkste schilderijen, beeldhouwwerken, grafmonumenten, epitaven en andere monumenten in de Onze-Lieve-Vrouwebasiliek in de Nederlandse stad Maastricht. Een deel van de kunstcollectie bevindt zich in de schatkamer van de kerk. De meeste schilderijen en beelden bevinden zich op diverse locaties in het kerkgebouw, in de kruisgang of in de sacristie, waar ze, naast hun waarde als kunstobject, een religieus-educatieve functie vervullen.

## Historische achtergrond
De Onze-Lieve-Vrouwekerk geldt als een van de oudste kerken in Nederland. In zijn lange en veelbewogen geschiedenis was het gebouw onder andere bisschopskerk, pelgrimskerk, kapittelkerk en parochiekerk. Vooral in de hoge en late middeleeuwen vergaarde de kerk en het daaraan verbonden kapittel van Onze-Lieve-Vrouwe rijkdommen in de vorm van onroerend goed, gouden en zilveren reliekhouders, liturgische voorwerpen en andere kostbaarheden. Pronkstukken waren het Byzantijns patriarchaalkruis en het zilveren beeld met de gordel van Maria. Op de vele altaren in de kerk stonden heiligenbeelden en gesneden retabels, soms van bekende kunstenaars. Vanaf het einde van de middeleeuwen kwamen daar schilderingen op paneel en doek bij. Een groot deel van deze kunstvoorwerpen ging verloren kort voor en na de opheffing van het kapittel in 1797 en de daarop volgende periode van secularisatie. Na de heringebruikname van de kerk in 1837 werd de sterk uitgedunde collectie aangevuld met voorwerpen uit de in hetzelfde jaar gesloten Sint-Nicolaaskerk, en enkele voormalige kloosters. Tijdens de bloeitijd van het katholicisme ("Rijke Roomse Leven", ca. 1860-1960) was de kerk overdadig aangekleed met schilderijen en beelden, waarvan een deel bij de zogenaamde "tweede beeldenstorm" weer werd afgestoten.

## Lijst van schilderijen
Over de schilderijencollectie van de Onze-Lieve-Vrouwekerk vóór de secularisatie in 1797 is weinig bekend. Een deel van de huidige collectie is afkomstig van enkele eind achttiende eeuw opgeheven kloosters, zoals het Antonietenklooster, en de in 1838 afgebroken Sint-Nicolaaskerk, die eigendom was van het Onze-Lieve-Vrouwekapittel. Laatstgenoemde parochiekerk bezat overigens verschillende schilderijen die tot het oorspronkelijke bezit van de kapittelkerk behoorden. Van de wand- en plafondschilderingen zijn alleen de koorgewelfschildering en de beide pijlerschilderingen opgenomen in het overzicht.
| Plattegrond          | Onderwerp | Afmetingen (h × b)               | Datering          | Kunstenaar                                     | Afbeelding |
| -------------------- | --- | -------------------------------- | ----------------- | ---------------------------------------------- | ---------- |
| Koorgewelf           | Koorgewelfschildering met Christus als Majestas Domini in een mandorla met evangelistensymbolen, omringd door engelen en heiligen, waaronder Servatius, Monulfus en Lambertus, op een blauwe achtergrond met gouden sterren                                                                    | Pierre Cuypers (ontwerp cartons) | ca. 1900          | Anoniem                                        |            |
| Zuidertransept       | Portret van de Heilige Familie (Maria, kindje Jezus, Anna, Jozes en Joachim, met lelie) omringd door 2 musicerende engelen en 4 putti; vermoedelijk is de donor (staand, rechts, in met bont afgezette mantel) weergegeven als Joachim; schilderij mogelijk afkomstig uit de Sint-Nicolaaskerk | 287 × 195 cm                     | 1e helft 17e eeuw | Anoniem (Zuid-Nederlands?)                     |            |
| Zuidertransept       | Terugkeer van de Heilige Familie uit Egypte (mogelijk afkomstig uit de Sint-Nicolaaskerk) | 280 × 195 cm                     | 18e eeuw?         | Anoniem (Frans?)                               |            |
| Zuidbeuk             | Graflegging van Christus (naar Rubens?) | 98 × 138 cm                      | 18e eeuw?         | Anoniem                                        |            |
| Zuidbeukpijler       | Pijlerschildering (in 1902 herontdekt) met Sint-Catharina met rad en zwaard onder gotisch baldakijn; aan haar voeten het gekroonde hoofd van keizer Maximinus II Daia | ?                                | ca. 1400          | Anoniem                                        |            |
| Zuidbeukpijler       | Portret van Johannes Nepomucenus, naar het origineel in de Sint-Vituskathedraalin Praag (geschenk van L. de Limoens, 1838) | 98 × 138 cm                      | 1719              | Anoniem (Italiaans?)                           |            |
| Orgeltribune         | Beschilderde orgelluiken Séverin-orgel met Aanbidding der herders en Aanbidding der koningen (binnenkant) en David overwint Goliath en David met het hoofd van Goliath (buitenzijde) | ?                                | ca. 1665          | Anoniem                                        |            |
| Noordbeukpijler      | Pijlerschildering van Sint-Christoffel met het Jezuskindje op de schouders | ?                                | 1571              | Anoniem                                        |            |
| Noordertransept      | Kruisiging, met Maria, Maria Magdalena en Johannes; in de stijl van Van Dyck of Rubens; afkomstig uit de Sint-Nicolaaskerk; daarvoor in de Antonietenkerk | 385 × 255 cm                     | 17e eeuw          | Anoniem (Zuid-Nederlands)                      |            |
| Noordertranseptkapel | 2 portretten van geestelijken | ?                                | 18e eeuw?         | Anoniem                                        |            |
| Schatkamer           | Icoontje van Madonna met Kind ("Eleousa") in 16e-eeuws zilveren triptiekje | 16 × 12,4 cm                     | 18e eeuw          | Anoniem (Italiaans, mogelijk Venetiaans)       |            |
| Schatkamer           | Droom van Jakob, olieverf op eikenhout | 77 × 108 cm                      | 1e helft 16e eeuw | Anoniem (Zuid-Nederlands?)                     |            |
| Schatkamer           | Sint-Agnes met Sint-Antonius en Sint-Sebastiaan; voorheen zijaltaarstukken in de O.L.V.-kerk, geschonken door deken Laurentius Lejeune; van 1805-37 boven de sacristiedeur in de Sint-Nicolaaskerk                                                                                             | 121 × 87 cm                      | ca. 1650          | Theodoor van Thulden (of Erasmus Quellinus II) |            |
| Schatkamer           | Sint-Cecilia achter het klavier, met Sint-Laurentius en Sint-Barbara; voorheen zijaltaarstukken in de O.L.V.-kerk, geschonken door deken Laurentius Lejeune; van 1805-37 boven de sacristiedeur in de Sint-Nicolaaskerk                                                                        | 121 × 87 cm                      | ca. 1650          | Theodoor van Thulden (of Erasmus Quellinus II) |            |
| Schatkamer           | Bespotting van Christus | ?                                | 17e eeuw?         | Anoniem (Zuid-Nederlands?)                     |            |
| Schatkamer           | Portret van een franciscaan, mogelijk pater Vink | 39 × 32,5 cm                     | 17e eeuw?         | Anoniem (Zuid-Nederlands?)                     |            |
| Schatkamer           | Graflegging van Christus | 109 × 160 cm                     | 18e eeuw?         | Anoniem                                        |            |
| Schatkamer           | Portret van Simon Michael Thimister, vice-pastor van de Sint-Nicolaasparochie, op 29-jarige leeftijd | 119 × 80 cm                      | 1750              | A. Dupond                                      |            |
| Schatkamer           | Sint-Lambertus, in monnikspij, draagt de mis op bij een provisorisch kruis (opgedragen aan de moeder van de kunstenaar) | 165 × 120 cm                     | 1847              | Théodore Schaepkens                            |            |
| Sacristie            | Sint-Servaas met sleutel en bisschopsstaf; op de achtergrond de Sint-Servaaskerk | ?                                | ca. 1850          | Théodore Schaepkens?                           |            |
| Sacristie            | Opdracht in de tempel; olieverf op doek; gesigneerd en gedateerd | 161 × 108 cm                     | 1785              | Jean-Joseph Ansiaux                            |            |

## Lijst van beeldhouwwerken
Hieronder volgt een overzicht van de voornaamste beelden (standbeelden, beeldjes en beeldengroepen) en reliëfs in de kerk en haar bijgebouwen. Niet aan de orde komen bouwsculpturen, zoals gebeeldhouwde kapitelen, consoles, sluitstenen, timpanen en gotische venstertraceringen, met uitzondering van de belangrijke kapitelen in de kooromgang. Gebeeldhouwd of gesneden kerkmeubilair (zoals de preekstoel, communiebank en biechtstoelen), reliekbustes en andere toegepaste kunst worden elders besproken. Grafmonumenten, epitafen en andere monumenten zijn in een aparte lijst in dit artikel opgenomen.
| Plattegrond             | Onderwerp | Afmetingen (h × b × d)    | Datering           | Kunstenaar                          | Afbeelding |
| ----------------------- | --- | ------------------------- | ------------------ | ----------------------------------- | ---------- |
| Kooromgang              | Kooromgangskapitelen: de 20 iconische kapitelen met Bijbelse en mythische taferelen behoren tot de beste voorbeelden van Maaslandse beeldhouwkunst in de romaanse periode; de 10 kapitelen en 8 consoles van de bovengalerij zijn minder geslaagd | 44-62 × 70-75 × 70-75 cm  | ca. 1150-60        | Heimo-atelier                       |            |
| Oostcrypte              | Crucifix (gekroond corpus zonder kruis) | ?                         | ?                  | Anoniem                             |            |
| Oostcrypte              | Madonna met Kind | ?                         | 18e eeuw?          | Anoniem                             |            |
| Oostcrypte              | Piëta | ?                         | ?                  | Anoniem                             |            |
| Zuidertransept          | Sint-Rochus als pelgrim wijzend naar beenwond; zijn hoed, een engel en een hond zijn bij de restauratie in 1985 verwijderd | 87 cm hoog                | 1e kwart 18e eeuw? | Anoniem                             |            |
| Zuidertransept          | Staande engel met kruis en miskelk | 117 cm hoog               | ca. 1450           | Anoniem                             |            |
| Zuidertransept          | 2 staande engelen, met kruis en anker, onderdeel van het barokke, voormalige hoofdaltaar | 2 m hoog                  | ca. 1792           | Jacobus Joannes van der Neer        |            |
| Zuidertransept          | 2 knielende engelen en diverse reliëfs, onderdeel van het barokke, voormalige hoofdaltaar | ?                         | 1784-85            | Henri Vivroux                       |            |
| Zuidertransept          | Groot crucifix, thans boven het voormalig hoofdaltaar | ?                         | ?                  | Anoniem                             |            |
| Vieringspijler          | Anna te Drieën | 77 × 52 cm                | ca. 1510-1515      | Jan van Steffeswert?                |            |
| Zuidbeuk                | Madonna met Kind op maansikkel, ook wel "Onze Lieve Vrouw met de inktkoker" | 180 cm hoog               | eind 15e eeuw      | Anoniem                             |            |
| Zuidbeuk                | Sint-Hubertus met bisschopsstaf en hert; gepolychromeerd hout; gesigneerd | 152 cm hoog               | eind 18e eeuw      | Renier Delcommune                   |            |
| Zuidbeuk                | Piëta | 81,5 x 86 cm              | ca. 1400           | Anoniem (Duits?)                    |            |
| Westkoor                | Crucifix, geplaatst op omgekeerd kapiteel van acanthusbladeren | ?                         | ?                  | Anoniem                             |            |
| Pijler orgeltribune     | Sint-Nicolaas met bisschopsstaf, afkomstig uit de Sint-Nicolaaskerk | levensgroot               | ca. 1778           | Renier Delcommune                   |            |
| Pijler orgeltribune     | Sint-Lambertus met bisschopsstaf, afkomstig uit de Sint-Nicolaaskerk | levensgroot               | ca. 1778           | Renier Delcommune                   |            |
| Noordbeuk               | Sint-Christoffel met pelgrimsstaf en Christuskind op zijn schouder; in de uitgeholde staf een miniatuurbeeld van een kluizenaar | 175 cm hoog               | ca. 1500           | Jan van Steffeswert (toeschrijving) |            |
| Vieringspijler          | Heilige Drievuldigheid, ofwel "Genadestoel" | 98 × 64 cm                | 1e kwart 18e eeuw? | Anoniem                             |            |
| Noordertransept         | Maria op de maansikkel met sterrenaureool | ?                         | ?                  | Anoniem                             |            |
| Noordertransept         | Sint-Barbara met toren | ?                         | 16e eeuw?          | Anoniem                             |            |
| Noordertransept         | Sint-Jozef met kruisdragend Christuskind, gepolychromeerd hout | 120 cm hoog               | 18e eeuw           | Anoniem (Winkelman?)                |            |
| Noordwestportaal        | Reliëf Eed op de relieken: zittende koning met drie figuren, waaronder een zwaarddrager en een knielende ondergeschikte, die mogelijk een eed aflegt of een gunst ontvangt; het reliëf is van elders afkomstig                                    | 87 × 87 cm                | 12e eeuw           | Anoniem (Maaslands)                 |            |
| Noordwestportaal        | Reliëf van triomferende Christus (sterk afgesleten; mogelijk afkomstig van een poortdoorgang, rond 1900 hier ingemetseld) | 112 × 62 cm               | 12e eeuw           | Anoniem (Maaslands)                 |            |
| Noordwestportaal        | Reliëf van een bisschop met staf en boek, waarschijnlijk Sint-Nicolaas (eertijds gehouden voor o.a. Sint-Maternus, Monulfus, Evergislus, Albert van Leuven en Bernardus van Clairvaux), afkomstig van elders                                      | 177 × 87 cm               | 12e eeuw           | Anoniem (Maaslands)                 |            |
| Zolder noordwestportaal | Latei met halfreliëf van breedgevleugelde engel, afkomstig van elders | 36 × 80 × 16,5 cm         | 12e eeuw           | Anoniem (Maaslands)                 |            |
| Mérodekapel             | Madonna met Kind, "Sterre der Zee", Mariabeeld in de stijl van de 14e-eeuwse schöne Madonnen; het bloemvaasje dat ze vasthoudt was oorspronkelijk een peer of andere vrucht; de Sterre der Zee is de belangrijkste Maria-devotie in Limburg       | 135 cm hoog               | ca. 1410           | Anoniem (Nederrijns?)               |            |
| Kruisgang (noordwest)   | Crucifix met modern kruis | ?                         | ?                  | Anoniem                             |            |
| Kruisgang (noordwest)   | Barokke, houten putto; mogelijk onderdeel van altaar | ?                         | 18e eeuw?          | Anoniem                             |            |
| Kruisgang (noordoost)   | Neogotische engel met kandelaar | ?                         | 19e eeuw           | Anoniem                             |            |
| Kruisgang (noordoost)   | Barokke Madonna met Kind; vroeger boven de ingang van de kerk | ca. 2 m hoog              | 17e-18e eeuw?      | Anoniem                             |            |
| Kruisgang (oost)        | Neogotische Sint-Hubertus met hert | levensgroot               | 19e eeuw           | Anoniem                             |            |
| Schatkamer              | Anna te Drieën | ?                         | 14e-15e eeuw?      | Anoniem                             |            |
| Schatkamer              | Zittende Madonna met Kind | ?                         | 16e eeuw?          | Anoniem                             |            |
| Schatkamer              | Staande Madonna met Kind | ?                         | 16e eeuw?          | Anoniem                             |            |
| Schatkamer              | Staande Madonna met Kind | ?                         | 16e eeuw?          | Anoniem                             |            |
| Schatkamer              | Houten beeld van heilige met boek (Sint-Antonius abt?) | ?                         | 15e-16e eeuw?      | Anoniem                             |            |
| Schatkamer              | Houten beeld Sint-Rochus met engel en hond | ?                         | 16e-17e eeuw?      | Anoniem                             |            |
| Schatkamer              | Heilige Catharina van Siena, gepolychromeerd lindehout; het attribuut in de omhooggeheven rechterhand (een kruis?) ontbreekt | 105 cm hoog (met sokkel)  | 1e helft 17e eeuw? | Anoniem                             |            |
| Schatkamer              | Reliëf met de verrijzenis van Christus | ?                         | 17e eeuw?          | Anoniem                             |            |
| Schatkamer              | Vier ovale reliëfs van de evangelisten | ?                         | 17e-18e eeuw?      | Anoniem                             |            |
| Schatkamer              | Crucifix van hout op barok voetstuk | ?                         | 18e eeuw?          | Anoniem                             |            |
| Schatkamer              | Crucifix: kruisbeeld van schildpad met zilver- en goudbeslag en ivoren corpus, op barok voetstuk | 80,5 cm (corpus: 24,5 cm) | 18e eeuw           | Anoniem                             |            |
| Schatkamer              | Crucifix met ivoren corpus | ?                         | ?                  | Anoniem                             |            |
| Schatkamer              | Sint-Barbara: houten heiligenbeeld; de toren is een reliekhouder | ?                         | 19e eeuw?          | Anoniem                             |            |
| Schatkamer              | Twee neogotische engelen met reliekhouders | ?                         | 19e eeuw?          | Anoniem                             |            |
| Schatkamer              | Moderne sedes sapientiae met papavers | ?                         | 2e helft 20e eeuw  | Anoniem                             |            |

## Lijst van monumenten
Hieronder volgt een opsomming van de voornaamste grafzerken, epitaven en andere monumenten in de kerk en kloostergangen. Van de grafzerken worden slechts enkele exemplaren besproken die opvallen vanwege hun beeldhouwwerk of historische betekenis.
| Plattegrond          | Beschrijving | Afmetingen (h × b × d) | Datering       | Kunstenaar / opdrachtgever | Afbeelding      |
| -------------------- | --- | ---------------------- | -------------- | -------------------------- | --------------- |
| Zuidertranseptkapel  | Grafzerk van Petrus Lindanus († 12 juni 1623), kapitteldeken en aartsdiaken van Haspenhouw; binnen een cirkel het familiewapen                                                                                                   | 227 × 128 cm           | 17e eeuw       | Anoniem                    |                 |
| Zuidertransept       | Grafzerk van kanunnik en cantor Petrus ab Aggere († 7 april 1567) en kanunnik Cornelius Kyen († 10 feb. 1569); met reliëf van priester met miskelk onder een rondboogarcade                                                      | 230 × 126 cm           | 1567 (of 1569) | Anoniem                    |                 |
| Zuidbeukpijler       | Epitaaf van Herbert Anthonie van Rode, kanunnik van de OLV-kerk | ?                      | 1611           | Anoniem                    |                 |
| Noordwestportaal     | Grafzerk van deken en arts Petrus Caldebrenner, uitgebreide tekst met familiewapen, aan hem verleend door keizer Sigismund | ?                      | 1504           | Anoniem                    | geen afbeelding |
| Noordertranseptkapel | Grafzerk van gebr. Stacquet (beiden kanunniken) met familiewapen, i.p.v. helmteken een gevleugeld engelenkopje en miskelk, omgeven door bladvormige slingers                                                                     | 208 × 105 cm           | 1716 (of 1735) | Anoniem                    |                 |
| Kruisgang (west)     | Grafzerk van de steenhouwer Gerardus Josephus Absil († 9 december 1765), zijn vrouw Joanna Fraiquent en 2 of 3 andere familieleden                                                                                               | 177 × 87 cm            | 1765?          | Anoniem                    |                 |
| Kruisgang (noord)    | Grafzerk van kanunnik Cornelius Daems († mei 1631) met op de hoeken 4 evangelistensymbolen; centraal een vierpas met een renaissance wapenschild                                                                                 | 232 × 127 cm           | 1631           | Anoniem                    |                 |
| Kruisgang (noord)    | Grafzerk met reliëf van geestelijke (Heinricus van Steyvort?) onder gedetailleerd gotisch baldakijn | 244 × 129 cm           | 1498?          | Anoniem                    |                 |
| Kruisgang (noord)    | Grafzerk van kanunnik Johannes van Doenrade († 28 juli 1508) met een reliëf van een staande priester met miskelk onder een gotische arcade; in de hoeken de 4 evangelistensymbolen                                               | 290 × 142 cm           | 1508           | Anoniem                    |                 |
| Kruisgang (noord)    | Grafzerk van kanunnik en scholasticus Goswin (Gosewijn) Passart († 27 juni 1512/1520) met een reliëf van een geestelijke onder een uitbundige gotische arcade; in de omlijsting 6 wapenschilden, o.a. wapen van familie Passaert | 296 × 130 cm           | 1520 (of 1512) | Anoniem                    |                 |
| Sint-Annakapel       | Grafzerk van de gebroeders Van Aken (Theodoricus en Renerus de Aquis), die kapel en altaar van de Heilige Anna stichtten in 1282                                                                                                 | × cm                   | 1283?          | Anoniem                    |                 |